# Gail O'Grady
Gail O'Grady, född 23 januari 1963 i Detroit, Michigan, USA, är en amerikansk skådespelare.
O'Grady inledde sin karriär med en rad gästroller, bland annat i Skål, Matlock och Mord och inga visor. Hon slog igenom i rollen som "Donna Abandando" i På spaning i New York. Sedan dess har O'Grady bland annat spelat "Helen Pryor" i Drömmarnas tid och "Karen Hardy" i den kortlivade TV-serien Hidden Palms. I The Baby Pact från 2021 spelar hon Robin Pyle.

## Filmografi
- 1986–1990 – Matlock (TV-serie) (2 avsnitt)
- 1988 – China Beach (TV-serie) (1 avsnitt)
- 1989 – Superboy (TV-serie) (1 avsnitt)
- 1990 – Skål (TV-serie) (1 avsnitt)
- 1992 – Mord och inga visor (TV-serie) (1 avsnitt)
- 1993–1996 – På spaning i New York (TV-serie) (58 avsnitt)
- 1993 – Time Trax (TV-serie) (1 avsnitt)
- 1994 – Mord, mina herrar (TV-serie) (1 avsnitt)
- 1996 – Dribblarna
- 1996 – Slaget om Tellus (TV-serie) (1 avsnitt)
- 1999 – Hollywood gigolo
- 2001 – Ally McBeal (TV-serie) (1 avsnitt)
- 2002–2005 – Drömmarnas tid (TV-serie) (61 avsnitt)
- 2002 – Monk (TV-serie) (2 avsnitt)
- 2006 – 2 1/2 män (TV-serie) (2 avsnitt)
- 2007 – Boston Legal (TV-serie) (7 avsnitt)
- 2007 – CSI: Crime Scene Investigation (TV-serie) (1 avsnitt)
- 2007 – Hidden Palms (TV-serie) (8 avsnitt)
- 2007 – Las Vegas (TV-serie) (1 avsnitt)
- 2007 – Monk (TV-serie) (1 avsnitt)
- 2008 – CSI: Miami (TV-serie) (1 avsnitt)
- 2008 – Desperate Housewives (TV-serie) (4 avsnitt)
- 2008 – The Mentalist (TV-serie) (1 avsnitt)
- 2009 – CSI: New York (TV-serie) (1 avsnitt)
- 2009 – Ghost Whisperer (TV-serie) (1 avsnitt)
- 2009 – Law & Order: Special Victims Unit (TV-serie) (1 avsnitt)
- 2009 – True Jackson (TV-serie) (1 avsnitt)
- 2010 – Drop Dead Diva (TV-serie) (1 avsnitt)
- 2010–2011 – Hellcats (TV-serie) (18 avsnitt)
- 2011 – Hawaii Five-0 (TV-serie) (1 avsnitt)
- 2013 – Castle (TV-serie) (1 avsnitt)
- 2013 – Major Crimes (TV-serie) (1 avsnitt)
- 2013 – Rules of Engagement (TV-serie) (1 avsnitt)
- 2014–2015 – Revenge (TV-serie) (TV-serie) (11 avsnitt)
- 2015 – Code Black (TV-serie) (1 avsnitt)
- 2016 – Fresh Off the Boat (TV-serie) (1 avsnitt)
- 2018–2023 – Criminal Minds (TV-serie) (7 avsnitt)
- 2025 – Duster (TV-serie)